# 上亀山駅
上亀山駅（かみかめやまえき）は、かつて福岡県糟屋郡志免町にあった日本国有鉄道（国鉄）勝田線の駅（廃駅）である。勝田線の廃線により、1985年（昭和60年）4月1日に廃駅となった。

## 歴史
- 1919年（大正8年）5月20日：筑前参宮鉄道の駅として開設[1]。一般駅[1]。
- 1942年（昭和17年）
  - 9月19日：5社合併（九州電気軌道による他4社の吸収合併）により九州電気軌道宇美線の駅となる。
  - 9月21日：九州電気軌道が西日本鉄道に改称。
- 1944年（昭和19年）5月1日：戦時買収により国有化[1]。運輸通信省（後の日本国有鉄道）勝田線の駅となる。
- 1961年（昭和36年）12月21日：貨物取り扱い廃止[1]。
- 1967年（昭和42年）4月1日：荷物取り扱い廃止[1]。
- 1985年（昭和60年）4月1日：勝田線の廃止に伴い営業廃止[1]。

## 駅構造
単式ホーム1面1線を有する地上駅であり、ホームの嵩上げは行われなかった。

## 現状
跡地は「上亀山駅跡公園」になっている。遺構は何も残っていない。

## 隣の駅
日本国有鉄道
勝田線
御手洗駅 - 上亀山駅 - 志免駅
志免駅との間に南里（みなみざと）停留場（1919年10月12日開設）があったが、国有化と同時に廃止となった。